# Spijkenisse Centrum (metrostation)
Spijkenisse Centrum is een van de drie (bovengronds gelegen) stations van de Rotterdamse metro in de Nederlandse plaats Spijkenisse. Het station is ontworpen door architectenbureau HWT (Carel Weeber) in samenwerking met het architectenbureau van Gemeentewerken Rotterdam (C. Veerling). Het station is geopend met de doortrekking van de metro naar Spijkenisse op 25 april 1985; het wordt heden ten dage aangedaan door de lijnen C en D. Het metrostation ligt nabij het Spijkenisse Medisch Centrum, hetgeen ook in de metrostellen wordt omgeroepen. In 1986 heeft het bouwwerk de Nationale Staalprijs gewonnen in de categorie A: Gebouwen met een stalen draagconstructie. De constructie vormt een moderne afgeleide van de perronoverkappingen van het Amsterdamse Centraal Station. De RET had tot december 2011 op dit metrostation een informatie- en verkooppunt.

## Busstation
Op straatniveau bevindt zich een busstation voor het streekvervoer richting onder andere Brielle, Rockanje, Hellevoetsluis, Rozenburg en Renesse. Toen Arriva de busdiensten in Hoeksche Waard/Goeree-Overflakkee overnam, reden de bussen naar Renesse slechts vanuit Hellevoetsluis. Ook worden de verschillende wijken van Spijkenisse vanaf dit station bediend. Het busstation is in 2000 geheel verbouwd zodat deze aan de hedendaagse wensen van de openbaar vervoer-reiziger zou gaan voldoen. Uitgangspunten daarbij waren het zowel droog als uit de wind staan tijdens het wachten op de bus. Hoewel de nieuwbouw het stationsgebied een kwaliteitsimpuls heeft bezorgd (dankzij onder andere de architectonisch interessante overkappingen en de DRIP's (Dynamische ReizigersInformatiePanelen), is de ontwerper er niet in geslaagd te voldoen aan de eerder genoemde hoofdeisen, wat politiek een gevoelig punt is geworden.
In 2025 wordt het stationsgebouw verbouwd. De toegangshal van het metrostation komt te liggen bij de inrit van het busstation en de beide ingangen aan de Centrumlaan blijven bestaan. De ingang bij de busperrons wordt dan dichtgemaakt, waardoor feitelijk één grote hal ontstaat. Het busstation werd sinds maart 2023 verbouwd en de nieuwe situatie werd op 2 september 2024 volledig in gebruik genomen, zodat alle bussen nu gepositioneerd staan rondom het stationsgebouw. De omgeving van het metrostation wordt eveneens aangepakt, maar die plannen liggen nog op de tekentafel.
Sinds 2 september 2024 stoppen alle bussen op straatniveau rondom het metrostation, waarbij de buslijnen die min of meer in dezelfde richting rijden, van dezelfde haltes vertrekken.
De volgende buslijnen vertrekken vanaf Spijkenisse Centrum:
| Lijn | Richting                                 | Soort                | Vervoerder                    | Opmerking                                                                                |
| ---- | ---------------------------------------- | -------------------- | ----------------------------- | ---------------------------------------------------------------------------------------- |
| 84   | Maaswijk                                 | Stadsbus Spijkenisse | EBS Voorne-Putten & Rozenburg |                                                                                          |
| 87   | Bedrijventerrein Halfweg                 | Stadsbus Spijkenisse | EBS Voorne-Putten & Rozenburg |                                                                                          |
| 87   | De Gaard                                 | Stadsbus Spijkenisse | EBS Voorne-Putten & Rozenburg |                                                                                          |
| 104  | Renesse Transferium                      | Streekbus            | Connexxion                    |                                                                                          |
| 105  | Station Schiedam Centrum                 | Streekbus            | EBS Voorne-Putten & Rozenburg | Rijdt niet 's avonds en in het weekend                                                   |
| 106  | Rozenburg Professor Gerbrandyweg         | Streekbus            | EBS Voorne-Putten & Rozenburg | Rijdt niet 's avonds                                                                     |
| 115  | Rozenburg Noordererf                     | Streekbus            | EBS Voorne-Putten & Rozenburg | Rijdt alleen 's avonds en in het weekend                                                 |
| 116  | Zuidland Harregat                        | Streekbus            | EBS Voorne-Putten & Rozenburg | Rijdt niet in de spitsuren                                                               |
| 204  | Hellevoetsluis Amnesty Internationallaan | Spitsbus             | EBS Voorne-Putten & Rozenburg |                                                                                          |
| 205  | Rozenburg Volgerweg                      | Spitsbus             | EBS Voorne-Putten & Rozenburg | Rijdt 's ochtends richting Rozenburg en 's middags richting Spijkenisse.                 |
| 281  | De Elementen                             | Spitsbus             | EBS Voorne-Putten & Rozenburg |                                                                                          |
| 285  | Hekelingen                               | Spitsbus             | EBS Voorne-Putten & Rozenburg |                                                                                          |
| 403  | Rockanje Alardusdreef                    | R-net                | EBS Voorne-Putten & Rozenburg | In Rockanje is lijn 403 gekoppeld aan lijn 404.                                          |
| 404  | Rockanje Dorpsplein                      | R-net                | EBS Voorne-Putten & Rozenburg | In Rockanje is lijn 404 gekoppeld aan lijn 403.                                          |
| 803  | Rockanje Tweede Slag                     | Zomerbus             | EBS Voorne-Putten & Rozenburg | Rijdt alleen in de weekenden van juni t/m augustus (in de zomervakantie ook doordeweeks) |
| 825  | Honselersdijk (FloraHolland)             | Spitsbus             | EBS Haaglanden                | 1x per werkdag.                                                                          |

## Tramstation Spijkenisse
Voordat dit metrostation de functie had als hoofdstation van Spijkenisse, was het RTM Tramstation Spijkenisse aan de Stationsstraat langs de Groene Kruisweg het belangrijkste opstappunt voor het openbaar vervoer richting Rotterdam, Oostvoorne en Hellevoetsluis. Deze tramhalte is op 14 februari 1966 voor het laatst in gebruik geweest. In de tussenliggende periode tot aan de komst van metro- en busstation Spijkenisse Centrum in 1985, vervulde het op dezelfde locatie gelegen "oude" busstation de functie van belangrijkste op- en overstaplocatie van het openbaar vervoer in Spijkenisse.
De Terp · Capelle Centrum · Slotlaan · Capelsebrug · Kralingse Zoom · Voorschoterlaan · Gerdesiaweg · Oostplein · Blaak  · Beurs · Eendrachtsplein · Dijkzigt · Coolhaven · Delfshaven · Marconiplein · Schiedam Centrum  · Parkweg · Troelstralaan · Vijfsluizen · Pernis · Tussenwater · Hoogvliet · Zalmplaat · Spijkenisse Centrum · Heemraadlaan · De Akkers
Rotterdam Centraal  · Stadhuis · Beurs · Leuvehaven · Wilhelminaplein · Rijnhaven · Maashaven · Zuidplein · Slinge · Rhoon · Poortugaal · Tussenwater · Hoogvliet · Zalmplaat · Spijkenisse Centrum · Heemraadlaan · De Akkers